# Temple of the Dog (album)
Singles
1. Hunger Strike
Sortie : 14 janvier 1991
2. Say Hello 2 Heaven
Sortie : 1991
3. Pushin Forward Back
Sortie : 1991

Temple of the Dog est l'unique album du supergroupe grunge, Temple of the Dog, réalisé le 16 avril 1991 sur le label A&M Records. Cet album est un hommage à Andrew Wood, ancien chanteur de Malfunkshun et Mother Love Bone, qui est décédé le 19 mars 1990 d'une overdose d'héroïne.

## Historique

### Circonstances et début du projet
Le 16 mars, Andrew Wood chanteur de Mother Love Bone et co-locataire de Chris Cornell est découvert dans un état comateux par sa petite amie Xana La Fuente. Il vient de faire une overdose d'héroïne et sera transporté au Harborview Medical Center de Seattle où il sera placé sous respiration artificielle. Il fut également victime d'une rupture d'anévrisme qui lui ôta toutes les fonctions de son cerveau. Au bout de trois jours, le 19 mars 1990, les médecins décidèrent de le débrancher. Chris Cornell rentra de tournée avec Soundgarden le jour de la mort d'Andrew avec qui il était très ami. Il repartit cinq jours plus tard en tournée en Europe. Dans une interview à la radio rock de Seattle KISW en 1991, Cornell raconta :

« Cinq jours après sa mort j'étais reparti en tournée en Europe, et je pensais que c'était une bonne chose de m'éloigner de chez moi et des endroits qui me rappelaient Andrew. Mais en fin de compte ce fut horrible, je n'avais personne à qui en parler. J'ai alors commencé à écrire des chansons, c'était la seule chose que je pouvais faire. Ces chansons ne correspondaient pas vraiment au genre de musique que Soundgarden aurait pu jouer mais Andy les aurait aimé et je n'avais pas vraiment envie de les jeter où de les mettre dans une boite. »

De retour de tournée, pendant laquelle il avait écrit les titres « Say Hello 2 Heaven » et « Reach Down », il contacta Stone Gossard et Jeff Ament qui avaient formé Mother Love Bone avec Andy Wood, pour voir s'ils étaient d'accord d'enregistrer un single en hommage à ce dernier. Ayant eu l'approbation des deux musiciens, et à force d'en discuter, il leur devint évident qu'un single ne suffirait pas et qu'enregistrer un album en entier serait plus satisfaisant. Stone et Jeff avaient écrit du matériel pendant et après leur passage dans Mother Love Bone et travaillaient sur un nouveau projet.
Chris Cornell :

« L'idée était au départ de sortir un single plutôt qu'un album. Mais les autres gars de Temple pensaient qu'un projet plus long tel qu'un Ep ou autre chose serait mieux. Plus nous en parlions, plus de chansons surgissaient et finalement ce devint un album. Cela n'était pas un projet triste, c'était une sorte de célébration. »

Chris Cornell rameuta son comparse de Soundgarden, le batteur Matt Cameron, et Stone et Jeff ramenèrent Mike McCready, le guitariste solo de leur nouveau projet musical appelé pour le moment Mookie Blaylock. Le projet Temple of the Dog, appelé ainsi d'après une ligne de la chanson de Mother Love Bone, "Man of Golden Words" était maintenant au complet (enfin presque) pour l'enregistrement de l'album.

### Enregistrement
A l'automne 1990, Chris, Stone, Jeff, Mike et Matt commencèrent à répéter les nouvelles chansons. Eddie Vedder qui était en contact avec Stone et Jeff pour rejoindre le futur Pearl Jam assistait à une répétition de Temple of the Dog. Chris avait écrit la chanson Hunger Strike qui demandait une grande amplitude vocale, et il avait un peu de mal avec les passages pour une voix assez basse. Voyant cela, Eddie s'avança humblement vers le microphone et chanta ces parties. La chanson deviendra lors de l'enregistrement un duo.
Chris Cornell :

« Eddie assistait une de nos répétitions, il était venu cette semaine là pour auditionner pour [Pearl Jam] je crois. Il était silencieux et un peu timide mais voyant que les passages à tonalité basse me posaient un problème, il s'avança humblement, mais avec courage, vers le micro et chanta ces passages. Il chanta instinctivement la moitié de la chanson sans savoir vraiment que cette partie devait se trouver là, mais c'était exactement la façon dont j'avais pensé à le faire. Par la suite, il m'avoua qu'il aimait beaucoup cette chanson et tout ce qu'elle signifiait,. »

Eddie Vedder :

« C'est la première fois que je m'entendais sur un vrai enregistrement. Il se pourrait que ce soit une de mes chansons favorites sur laquelle j' ai jamais chanté, ou la plus significative. »

Finalement, Eddie Vedder fera aussi les chœurs sur "Pushin" Forward Back", "Your Savior" et Four "Walled World".
Pour Mike McCready cet enregistrement sera aussi une première. Il se rappelle son solo sur la chanson "Reach Down" :

« C'était mon premier solo pour l'album et j'étais terriblement excité. J'avais déjà joué dans un studio, mais pas pour l'enregistrement d'un album. Le solo se fit en une prise! Je suis parti dans le solo et à la fin je me suis retrouvé avec mon casque au travers de mon visage, complètement vidé. Mon travail dans ce titre représente un des moments dont je suis le plus fier. »

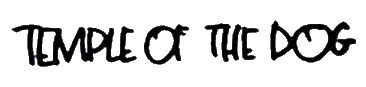
Logo du groupe tel qu'il apparait sur le compact disc

L'enregistrement s'effectua sur une durée de quinze jours entre la fin novembre et le début décembre 1990 dans les London Bridge Studios à Seattle. L'album sera produit par le groupe et Rick Parashar. Les frais de location du studio et d'enregistrement seront d'abord financés avec l'argent des musiciens avant que A&M Records qui avait signé Soundgarden, en rachète les droits et sorte l'album sans faire grand bruit le 16 avril 1991.

### Réception
En avril 1991, lorsque l'album sortit, il passa presque complètement inaperçu et se vendra uniquement à 70 000 exemplaires aux États-Unis, malgré l'appui de la presse et du public de Seattle. Ce ne fut qu'un an plus tard, en 1992, après le succès de l'album Ten de Pearl Jam et celui de Soundgarden, Badmotorfinger, que A&M Records ressortit l'album non sans y avoir apposé des autocollants "avec les membres de Pearl Jam et Soundgarden".
Un single et un clip vidéo de "Hunger Strike" furent aussi commercialisés ce qui boosta les ventes de l'album et lui permit de se classer à la 5e place du Billboard 200 et à la 11e place des charts canadiens et à finalement trouver plus d'un million d'acheteurs aux USA. Le single atteint la 4e place et Say Hello 2 Heaven la 5e.

### Procès pour la restitution des bandes mère
En avril 2015, A&M Records portait plainte pour avoir la restitution des bandes mère de l'album. En 1993, le label avait signé un contrat avec le producteur de l'album et propriétaire des studios London Bridge, Rick Parashar pour racheter les bandes, la transaction se montait à 35 000 $. À la mort de Rick Parashar en août 2014, son frère, Rajan, refusa de restituer les bandes prétextant avoir signé aucun contrat avec le label.
A&M pensait que c'était un des membres du groupe qui était en possession des bandes mais découvrait seulement en 2013 qu'ils étaient encore la possession des Parashar. Le procès est en cours.

### 25e anniversaire
En 2016, pour le 25e anniversaire de la sortie de l'album, le groupe se reforme sans Eddie Veder à l'occasion de cinq concerts à l'automne,. L'album ressort dans une version remastérisée contenant 2 cd.
En avril 2019, l'album est classé n° 7 des 50 meilleurs albums grunge par le magazine Rolling Stone.

## Liste des pistes
- Tous les titres ont été écrits par Chris Cornell sauf indications.

1. Say Hello 2 Heaven – 6:22
2. Reach Down – 11:11
3. Hunger Strike – 4:03
4. Pushin Forward Back (Jeff Ament, Stone Gossard, Chris Cornell) – 3:44
5. Call Me a Dog – 5:02
6. Times of Trouble (Gossard, Cornell) – 5:41
7. Wooden Jesus – 4:09
8. Your Saviour – 4:02
9. Four Walled World (Gossard, Cornell) – 6:53
10. All Night Thing – 3:52

## Musiciens
- Chris Cornell : chant, harmonica, banjo.
- Jeff Ament : basse.
- Stone Gossard : guitare rythmique, slide & acoustique.
- Matt Cameron : batterie, percussions.
- Mike McCready : guitare solo.
- Eddie Vedder : chant sur Hunger Strike, chœurs.
- Rick Parashar : claviers.

## Charts & Certifications

### Album
Charts
| Pays             | Durée du classement | Meilleur classement | Date              |
| ---------------- | ------------------- | ------------------- | ----------------- |
| Canada           | 25 semaines         | 11e                 | 12 septembre 1992 |
| États-Unis       | 50 semaines         | 5e                  | 5 septembre 1992  |
| Finlande         | 1 semaine           | 48e                 | 4 novembre 2013   |
| Italie           | 1 semaine           | 87e                 | 25 mai 2017       |
| Nouvelle-Zélande | 1 semaine           | 35e                 | 29 mai 2017       |
| Suisse           | 1 semaine           | 77e                 | 9 octobre 2016    |

Certifications
| Pays       | Ventes      | Certification | Date              |
| ---------- | ----------- | ------------- | ----------------- |
| Canada     | 100 000 +   | Platine       | 8 octobre 1992    |
| États-Unis | 1 000 000 + | Platine       | 21 septembre 1992 |

### Singles
| Single             | Chart                  | Durée du classement | Position | Date              |
| ------------------ | ---------------------- | ------------------- | -------- | ----------------- |
| Hunger Strike      | Mainstream Rock Tracks | 20 semaines         | 4e       | 5 septembre 1992  |
| Hunger Strike      | Alternative Songs      | 12 semaines         | 7e       | 15 août 1992      |
| Hunger Strike      | RPM Top Singles        | 8 semaines          | 50e      | 19 septembre 1992 |
| Hunger Strike      | RMNZ Singles Top40     | 1 semaine           | 47e      | 4 octobre 1992    |
| Hunger Strike      | UK Singles Chart       | 2 semaines          | 51e      | 24 octobre 1992   |
| Say Hello 2 Heaven | Mainstream Rock Tracks | 20 semaines         | 5e       | 9 janvier 1993    |